# Cheng Yi
Cheng Yi (xinès tradicional 程頤, simplificat 程颐, pinyin Chéng Yí Wade-Giles Ch'eng I, 1033–1107), nom de cortesia Zhengshu (正叔), conegut també amb el nom de Mr. Yinchuan (伊川先生), fou un filòsof xinès nascut a Luoyang sota la Dinastia Song. Va treballar amb el seu germà Cheng Hao (程灏). Com el seu germà, fou alumne de Zhou Dunyi, amic de Shao Yong i nebot de Zhang Zai. Aquestes cinc persones, junt amb Sima Guang foren anomenats els Sis Grans Mestres del segle xi per Zhu Xi.
Cheng va entrar a la universitat nacional en 1056, i va rebre el grau de "jinshi" el 1059. Viure i va ensenyar a Luoyang, i va declinar nombrosos nomenaments per a alts càrrecs. En 1086, va ser nomenat shijiang xueshi (traduïble per "professor honorífic") i va donar moltes conferències a l'emperador sobre confucianisme. Fou més agressiu i obstinat que el seu germà, i va fer diversos enemics, incloent Su Shi, líder del grup de Sichuan. El 1097, els seus enemics van poder prohibir els seus ensenyaments, confiscar les seves propietats, i exiliar-lo. Va ser indultat tres anys més tard, però tornà a la llista negra i la seva obra va ser prohibida altre cop el 1103. Finalment, va ser indultat en 1106, un any abans de la seva mort.